# Nababeep
Nababeep is een plaats in het district Namakwa in de provincie Noord-Kaap in Zuid-Afrika. Het dorp ligt ruim vijftien kilometer ten noordwesten van het hoofddorp van dit district, Springbok. De naam is afkomstig van twee woorden uit het Nama, namelijk naba (lett.: "bult van een dier") en beep (lett. "kleine bron").
Vanaf de jaren '50 van de 19e eeuw vond rondom het dorp kopermijnbouw plaats. Vanaf 1876 werd het erts met de trein naar de kustplaats Port Nolloth gebracht. Gedurende de kopercrisis in 1919 werd de kopermijn gesloten, maar deze werd heropend in 1937. Het Nababeep Mine Museum toont de rijke mijnbouwhistorie van Nababeep in zijn positie in de Noord-Kaap. 